# Warin
Pour les articles homonymes, voir Warin (homonymie).
Warin (en allemand : /vaˈʁiːn/,, ? Écouter [Fiche]) est une ville allemande de l'arrondissement du Mecklembourg-du-Nord-Ouest dans l'État de Mecklembourg-Poméranie-Occidentale.

## Géographie
Neukloster est située entre les lacs Großer Wariner See et Glammsee, dans la région des lacs de Sternberg. La ville est située à environ 23 km au sud-est de Wismar.

## Quartiers
- Warin
- Allwardtshof
- Groß Labenz
- Klein Labenz
- Mankmoos
- Pennewitt
- Wilhelmshof

## Histoire
Warin est mentionnée pour la première fois dans un document officiel en 1178[réf. nécessaire]